# Несокрушимый Эрик
«Несокрушимый» Эрик (англ. Wreckless Eric, псевдоним, настоящее имя англ. Eric Goulden, родился 18 мая 1954 года в Суссексе, Англия) — автор и исполнитель песен, гитарист. С конца 1970-х годов является выдающимся представителем мелодичного поп-рока.

## Биография
Обладатель неординарного вокала и талантливый музыкант, Эрик занимает не последнее место в британском паб-роке.
Его карьера началась в середине 70-х на инди-лейбле Stiff Records. Помимо него, на лейбле записывались такие исполнители, как The Damned, Элвис Костелло и Madness. Иэн Дьюри, ещё один представитель семьи Stiff, становится на долгие годы близким другом и помощником Эрика. Дебютный сингл «Несокрушимого» Эрика, продюсерами которого стали Ник Лоу и Дьюри, «Whole Wide World» вышел 1го апреля 1977 года и стал хитом.
В конце 77го Эрик участвует в первом турне, организованном лейблом. Запись турне вышла под названием «Live Stiffs» практически сразу после его завершения.
Несмотря на то, что и синглы и альбомы попадали в чарты, Эрику так и не удалось добиться широкой известности.
Проблемы с алкоголем приводят его к расторжению контракта со Stiff. Несколько лет Эрик пребывает в тени, пытаясь прийти в норму.
С середины 80-х его работа продолжается в группах Captains Of Industry, Len Bright Combo и Hitsville House Band, однако и эти проекты остаются практически неизвестными.
В конце 80-х Эрик перебирается во Францию, а в 2011 г. в Нью-Йорк.
«Нерушимого» Эрика можно услышать на альбоме-трибьюте Иэну Дьюри «Brand New Boots And Panties».
В последние годы Эрик выпустил пару совместных работ со своей женой Эми Ригби (Amy Rigby), а также сольный альбом amERICa (2015), на котором чисто британский музыкант отчитался о своём переезде в Соединенные Штаты.

## Дискография на лейблеStiff

### Синглы
- Whole Wide World / Semaphore Signals (1977)
- Reconnez Cherie / Rags‘n’Tatters (1978)
- Take The Cash / Girlfriend (1978)
- Crying Waiting Hoping / I Wish It Would Rain (1978)
- Hit ‘n’ Miss Judy / Let’s Go To The Pictures (7") (1979)
- Hit ‘n’ Miss Judy / Let’s Go To The Pictures / I Need A Situation (12") (1979)
- Popsong / Reconnez Cherie (1980)
- Broken Doll / I Need A Situation (1980)

### Альбомы
- Wreckless Eric (1978)
- The Wonderful World Of Wreckless Eric (1978)
- Whole Wide World (1979)
- Big Smash! (1980)

### Сборники
- A Bunch Of Stiffs (1977)

### Концертные записи
- Live Stiffs (1978)
- Be Stiff Tour (1979)